# Formalvetenskap
Formalvetenskap eller formella vetenskaper är ett samlingsbegrepp för sådana vetenskapliga discipliner som behandlar formella system. De kräver inte empiriska belägg genom experiement eller observation av verkligheten, utan bygger helt på logisk bevisföring och deduktion (härledning) utifrån system av axiom och definitioner. Här finns till exempel formell logik, matematik, teoretisk datavetenskap, informationsteori, spelteori och systemteori. Gemensamt för dessa vetenskaper är att de använder teckensystem för att beskriva och analysera abstrakta strukturer. 
Forskningsprocessen börjar oftast med en problemformulering och utefter det formuleras ett tänkbart svar (förmodan). Ett bevis är en bekräftad förmodan.